# NPHS2
NPHS2‏ (NPHS2, podocin) هوَ بروتين يُشَفر بواسطة جين NPHS2 في الإنسان.يوفر الجين NPHS2 تعليمات لصنع بروتين يسمى بودوسين. يوجد بودوسين بشكل أساسي في الكلى ،تم العثور على البودوسين في خلايا تسمى صانعات البودوسين، والتي تتواجد في الكبيبات.
يشارك البروتين في صنع اشارات كيميائية تساعد الخلية الكلوية على التكيف مع التغييرات التي تحدث أثناء عملية الترشيح.
من الممكن أن تسبب الطفرات الجينية على جين NPHS2 أشكالًا من المتلازمة الكلوية تسمى المتلازمة الكلوية الطفولية ، تظهر علامات الحالة وأعراضها بين 4 و 12 شهرًا من العمر. تشبه سمات هذه الحالة المتلازمة الكلوية الخلقية ، لكنها غالبًا ما تكون أقل حدة. 